# Камышлеевка
Камышлеевка — деревня в Тайшетском районе Иркутской области России. Входит в состав Венгерского муниципального образования. Находится примерно в 38 км к западу от районного центра.

## Население
По данным Всероссийской переписи, в 2010 году в деревне проживало 6 человек (3 мужчины и 3 женщины).